# Heterorrhina mimula
Heterorrhina mimula är en skalbaggsart som beskrevs av Thierry Bourgoin 1917. Heterorrhina mimula ingår i släktet Heterorrhina och familjen Cetoniidae. Inga underarter finns listade i Catalogue of Life.